# Abbega (Village)
Abbega (en frison : Abbegea) est un village de la commune néerlandaise de Súdwest Fryslân, situé dans la province de Frise. 

## Géographie
Le village est situé au sud-ouest de la ville de Sneek, entre Oosthem et Westhem.

## Histoire
Abbega fait partie de la commune de Wymbritseradiel jusqu'au 1er janvier 2011, où celle-ci est supprimée et fusionnée avec Bolsward, Nijefurd, Sneek et Wûnseradiel pour former la nouvelle commune de Súdwest-Fryslân.

## Démographie
En 2021, la population s'élève à 245 habitants.

## Culture et patrimoine
L'église réformée (Gertrudiskerk) est dédiée à Gertrude de Nivelles et date de 1809. Elle est classée monument national depuis 1971.